# 阿本尼兹拉环形山
阿本尼兹拉陨石坑（Abenezra）是位于月球正面南部高地上的一座大撞击坑，约形成于38-32亿年前的晚雨海世，其名称取自中世纪塞法迪犹太圣贤-哲学家、诗人、思想家、语言学家、占星术士、天文学家及数学家亚伯拉罕·伊本·埃兹拉（1092年-1167年）,1935年被国际天文学联合会批准接受。

## 描述

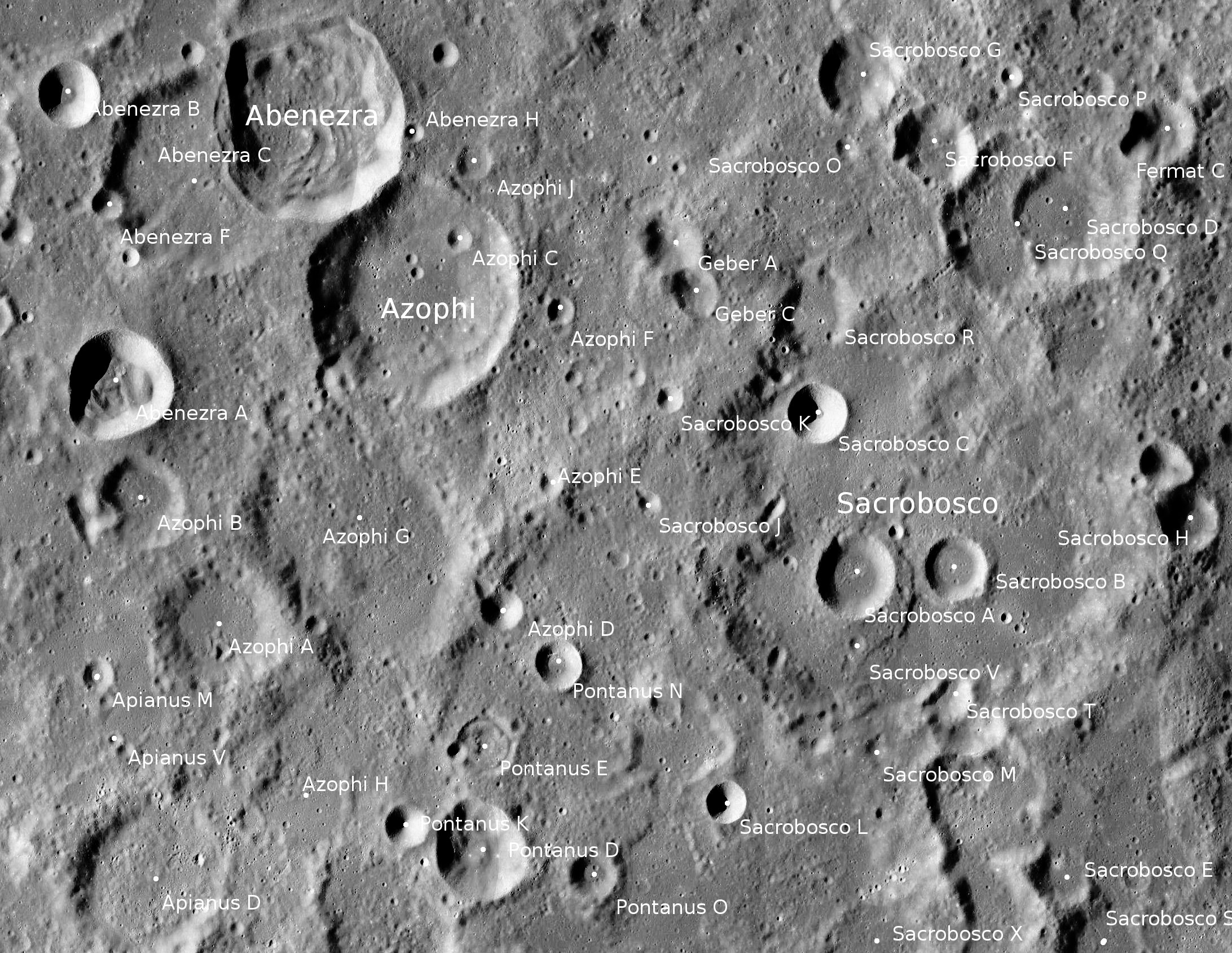
阿本尼兹拉陨石坑周边，月球勘测轨道飞行器拍摄。

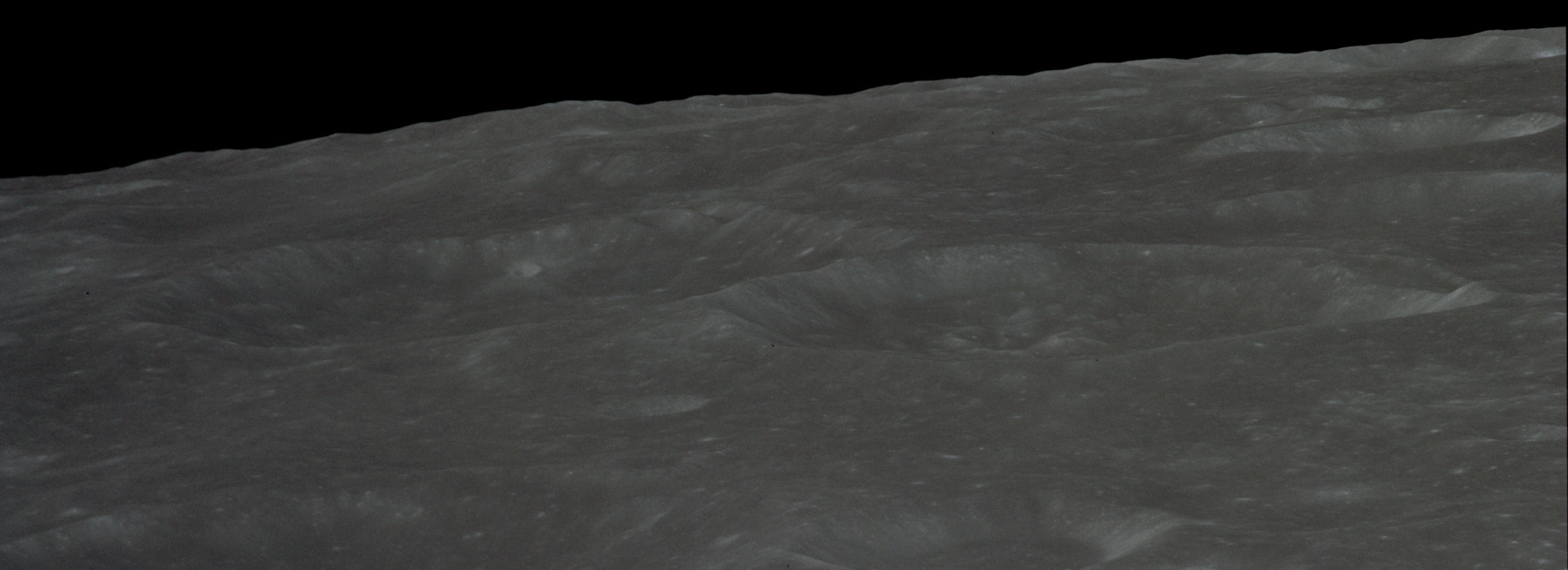
阿波罗14号拍摄的阿本尼兹拉陨石坑(右)和阿佐菲环形山(左)

该陨坑西侧毗邻嶙峋参差的多纳蒂陨石坑、西北靠近较小的艾里陨石坑和阿格兰德陨石坑，古老的基伯陨石坑位于它的东侧，东南则与阿左飞陨石坑相接壤，而它的西南横亘了略大的普莱费尔陨石坑。
该陨坑中心月面坐标为20°59′S 11°53′E / 20.99°S 11.89°E，直径43.19公里，深约2.25公里。
阿本尼兹拉陨石坑东部重叠在直径更大的卫星坑"阿本尼兹拉 C"上，其边缘轮廓较为参差，外观不太规则，受磨损程度一般。陨坑壁沿尖峭侧立，内侧壁明显带有阶地状结构残迹，且东面较西面更宽厚。坑壁最大高出周边地形1060米，内部容积约1426.63公里3。坑内地表崎岖坎坷，靠东部分布有一系列蜿蜒的山脊，在坑底构成一组外观非常奇特的结构。

## 卫星环形山
按照惯例，卫星环形山在月表地图上以字母标在卫星环形山的中心，以下是阿本尼茲拉环形山的卫星环形山：
| 阿本尼兹拉 | 月面坐标                          | 直径, 公里 |
| ---------- | --------------------------------- | ---------- |
| A          | 22°47′S 10°26′E / 22.79°S 10.44°E | 22.2       |
| B          | 20°49′S 10°04′E / 20.82°S 10.06°E | 13.8       |
| C          | 21°22′S 11°05′E / 21.37°S 11.09°E | 43.7       |
| D          | 21°46′S 9°39′E / 21.76°S 9.65°E   | 7.3        |
| E          | 21°28′S 9°24′E / 21.46°S 9.4°E    | 14.1       |
| F          | 21°35′S 10°20′E / 21.58°S 10.34°E | 6.3        |
| G          | 20°32′S 11°00′E / 20.53°S 11°E    | 4.9        |
| H          | 21°05′S 12°43′E / 21.09°S 12.71°E | 4.7        |
| J          | 19°55′S 10°41′E / 19.92°S 10.69°E | 4.3        |
| P          | 20°01′S 9°51′E / 20.02°S 9.85°E   | 39.3       |

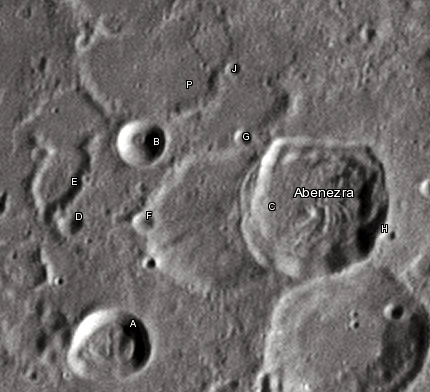
周边卫星坑图

- 卫星坑阿本尼兹拉 A和阿本尼兹拉 B已被月球及行星观测者协会（ALPO）列入《内侧壁坡带有深色辐射纹的撞击坑列表》[4]。